# 阿德罗
阿德罗（義大利語：Adro），是意大利布雷西亚省的一个市镇。总面积14平方公里，人口7120人，人口密度508.6人/平方公里（2009年）。国家统计（ISTAT）代码为017002。